# Supercopa da Itália de 2018
A Supercopa da Itália de 2018 (em italiano: Supercoppa Italiana 2018) foi a 31ª edição dessa competição italiana de futebol masculino. O duelo organizado pela Lega Serie A foi realizado em 16 de Janeiro de 2019 no King Abdullah Sports City, na cidade de Jedá, na Arábia Saudita, entre a Juventus, campeã da Serie A de 2017–18, e o Milan, vice-campeão da Coppa Italia de 2017–18.
Com gol do atacante português Cristiano Ronaldo, a Juventus de Turim venceu o Milan, e faturou o título da Supercopa da Itália. Foi a primeira vez que o país asiático sediou a competição, que já foi realizada outras nove vezes no exterior: nos Estados Unidos, em 1993 e 2003, na Líbia, em 2002, na China, em três ocasiões (2009, 2011, 2012 e 2015), e no Catar, em duas ocasiões (2014 e 2016).
A Juventus de Turim, atual heptacampeã da Serie A e tetra da Copa da Itália, soma 8 Supercopas: 1995, 1997, 2002, 2003, 2012, 2013, 2015 e 2018 e tornou-se a maior vencedora da história da competição.

## Participantes
| Equipe   | Classificação                           | Participações anteriores                                                          |
| -------- | --------------------------------------- | --------------------------------------------------------------------------------- |
| Juventus | Campeão da Serie A de 2017–18           | 13 (1990, 1995, 1997, 1998, 2002, 2003, 2005, 2012, 2013, 2014, 2015, 2016, 2017) |
| Milan    | Vice-campeão da Coppa Italia de 2017–18 | 10 (1988, 1992, 1993, 1994, 1996, 1999, 2003, 2004, 2011, 2016)                   |

## Partida
| 16 de Janeiro de 2019 | Juventus    | 1 – 0     | Milan | King Abdullah Sports City, Jidá, Arábia Saudita |
| 20:30 (UTC+3)         | 61' Ronaldo | Relatório |       | Público: 61 235 Árbitro: Luca Banti             |

| Juventus (4−5−1) | Milan (4−3−3) |

| G                    | 1  | Wojciech Szczęsny     |       |     |
| LD                   | 20 | João Cancelo          |       |     |
| Z                    | 19 | Leonardo Bonucci      |       |     |
| Z                    | 3  | Giorgio Chiellini     |       |     |
| LE                   | 12 | Alex Sandro           | 26'   |     |
| V                    | 30 | Rodrigo Bentancur     |       | 86' |
| V                    | 5  | Miralem Pjanić        | 44'   | 64' |
| V                    | 14 | Blaise Matuidi        |       |     |
| A                    | 10 | Paulo Dybala          | 90+4' |     |
| A                    | 7  | Cristiano Ronaldo     |       |     |
| A                    | 11 | Douglas Costa         |       | 89' |
| Reservas:            |    |                       |       |     |
| G                    | 21 | Carlo Pinsoglio       |       |     |
| G                    | 22 | Mattia Perin          |       |     |
| G                    | 32 | Mattia Del Favero     |       |     |
| LD                   | 2  | Mattia De Sciglio     |       |     |
| Z                    | 24 | Daniele Rugani        |       |     |
| LE                   | 37 | Leonardo Spinazzola   |       |     |
| V                    | 6  | Sami Khedira          |       | 89' |
| V                    | 23 | Emre Can              |       | 64' |
| A                    | 18 | Moise Kean            |       |     |
| A                    | 33 | Federico Bernardeschi |       | 86' |
| Técnico:             |    |                       |       |     |
| Massimiliano Allegri |    |                       |       |     |

| G               | 99 | Gianluigi Donnarumma |       |     |
| LD              | 2  | Davide Calabria      | 82'   |     |
| Z               | 17 | Cristián Zapata      |       |     |
| Z               | 13 | Alessio Romagnoli    | 74'   |     |
| LE              | 68 | Ricardo Rodríguez    | 87'   |     |
| V               | 79 | Franck Kessié        | 74'   |     |
| V               | 14 | Tiemoué Bakayoko     |       |     |
| V               | 39 | Lucas Paquetá        |       | 71' |
| M               | 7  | Samu Castillejo      | 45+2' | 71' |
| A               | 63 | Patrick Cutrone      |       | 79' |
| M               | 10 | Hakan Çalhanoğlu     | 21'   |     |
| Reservas:       |    |                      |       |     |
| G               | 25 | Pepe Reina           |       |     |
| G               | 90 | Antonio Donnarumma   |       |     |
| M               | 12 | Andrea Conti         |       | 79' |
| LD              | 20 | Ignazio Abate        |       |     |
| Z               | 22 | Mateo Musacchio      |       |     |
| LE              | 23 | Ivan Strinić         |       |     |
| M               | 93 | Diego Laxalt         |       |     |
| V               | 4  | José Mauri           |       |     |
| M               | 16 | Andrea Bertolacci    |       |     |
| V               | 18 | Riccardo Montolivo   |       |     |
| A               | 9  | Gonzalo Higuaín      |       | 71' |
| M               | 11 | Fabio Borini         |       | 71' |
| Técnico:        |    |                      |       |     |
| Gennaro Gattuso |    |                      |       |     |

| Bandeirinhas: Fabiano Preti Matteo Passeri Quarto árbitro: Marco Di Bello Quinto árbitro: Daniele Bindoni Árbitro assistente de vídeo: Marco Guida Árbitros assistentes de árbitro de vídeo: Gianluca Vuoto | Regulamento - 90 minutos; - 30 minutos de prorrogação caso haja empate no tempo normal; - Persistindo o empate, o vencedor será decidido nas penalidades máximas; - Doze jogadores substitutos; - Máximo de três substituições, com uma quarta sendo permitida em caso de prorrogação. |

## Campeão
| Campeão da Supercopa da Itália de 2018 |
| -------------------------------------- |
| Juventus 8° título                     |